# Petorca (provincie)
Petorca is een provincie van Chili in de regio Valparaíso. De provincie telde 78.299 inwoners in 2017 en heeft een oppervlakte van 4589 km². Hoofdstad is La Ligua.

## Gemeenten
Petorca is verdeeld in vijf gemeenten:
- La Ligua
- Cabildo
- Zapallar
- Papudo
- Petorca